# Alttajärvi, Kiruna kommun
Alttajärvi är en liten by strax söder om tätorten Kiruna i Kiruna kommun. Bebyggelsen består mest av sommarstugor och ligger bredvid sjön Alttajärvi.
På sommaren så finns det en grill i byn, och turistisk verksamhet genomförs året runt. Den först avstyckade fastigheten var Granliden, medan första bebyggelsen var grannfastigheten Jullebo, som också gett namn åt Jullebovägen.